# Янцев, Пётр Илларионович
Пётр Илларио́нович Я́нцев (2 [15] октября 1908 — 29 октября 1943) — участник Великой Отечественной войны, гвардии старший сержант, помощник командира взвода 276-го гвардейского стрелкового полка 92-й гвардейской стрелковой дивизии 37-й армии Степного фронта, Герой Советского Союза.

## Биография
Родился 2 [15] октября 1908 на хуторе Екатериновка Саратовской губернии (ныне Дубовский район Волгоградской области) в крестьянской семье. Отец героя — Илларион Фёдорович — участник Русско-турецкой войны, был трижды награждён Гергиевским крестом. Окончив 4 класса, Янцев работал трактористом в близлежащем селе Оленье.

В 1942 году был призван в ряды РККА Дубовским райвоенкоматом Сталинградской области. С 1 апреля 1943 года в составе действующей армии на Воронежском фронте.
В августе 1943 года стрелок 3-го стрелкового батальона Пётр Янцев смог отсечь немецкую пехоту от наступавших танков, а когда противник попытался эвакуировать с поля боя подбитый танк Пётр Илларионович не дал возможности этого сделать. За этот бой командир 276-го гвардейского полка майор М. Симонов представил Янцева к ордену Красной Звезды, но командир дивизии изменил награду на медаль «За отвагу», которой Янцев был награждён 1 сентября 1943 года.

### Подвиг
С 27 сентября 1943 года воевал в составе Степного фронта на Кременчугском направлении. В ночь на 30 сентября 1943 года в районе Успенки Кировоградской области в числе первых с пулемётным расчётом форсировал Днепр. Оценив ситуацию, сам принял решение занять позицию на правом фланге плацдарма. Огнём пулемёта подавил три огневые точки противника, что способствовало форсированию Днепра подразделениями 276-го гвардейского стрелкового полка. Во время немецкой контратаки пулемётный расчёт под командованием Янцева зашёл на правый фланг наступающих и своим огнём принудил отступить до роты противника. 22 октября командир полка подписал наградной лист с представлением Петра Илларионовича к званию Герой Советского Союза. 22 февраля 1944 года старший сержант П. И. Янцев был удостоен звания Героя Советского Союза.
Пётр Илларионович погиб 29 октября 1943 года в районе села Анновка (Верхнеднепровского района Днепропетровской области Украины). Первоначально был похоронен в братской могиле на окраине Анновки; после войны из-за угрозы подтопления братская могила была перенесена в близлежащее село Мосты того же района.

## Семья
Был женат на Марии Степановне Янцевой. Александр Янцев, сын героя, назвал своего первого сына, внука героя, Петром в честь прославленного деда.

## Награды
- Звание Герой Советского Союза и Медаль «Золотая Звезда» (22 февраля 1944 года)[6][9][10];
- орден Ленина (22 февраля 1944)[6][9][10];
- Медаль «За отвагу» (1 сентября 1943 года)[5].

## Память
- Имя П. И. Янцева выбито на мемориальной плите на братской могиле в селе Мосты[7].
- В 1957 году в селе Оленье Дубовского района установлен бюст П. И. Янцева, признанный в 2015 году объектом культурного наследия регионального значения[11][12].
- 31 октября 1964 году Совет министров РСФСР присвоил имя П. И. Янцева Екатериновской начальной школе Дубовского района, которая с этого дня получила официальное название «Екатериновская начальная школа имени П. И. Янцева»[13].
- В 2010 году одна из улиц села Оленье была названа в честь П. И. Янцева[3].